# Juan de Dios Guevara
Juan de Dios Guevara Romero (Pisco, 1 de marzo de 1910 - Lima, 6 de mayo de 2000) fue un químico peruano. Gran propulsor de la química en el Perú.

## Biografía
Realizó estudios escolares en el primer Colegio Nacional de la República "Nuestra Señora de Guadalupe", perteneciendo a la promoción G-30. En 1931 ingresó a la Facultad de Ciencias de la Universidad Nacional Mayor de San Marcos, pero en 1932 pasó a la Escuela de Química y Farmacia de Chile. Retornó a Lima en 1936 y continuó sus estudios en la Escuela de Farmacia de la Facultad de Medicina de la Decana de América donde se graduó de Químico y obtuvo el Doctorado.
Ingresó a la docencia en 1936, como asistente de la cátedra de Química Analítica y posteriormente fue nombrado catedrático principal, luego fue elegido Decano la Facultad de Farmacia y Bioquímica, por dos periodos consecutivos.
Juan de Dios Guevara nunca se desligó de San Marcos hasta llegar a ser la autoridad máxima en 1966 y ratificado por la Asamblea Universitaria en noviembre de ese año como Rector titular, cargo que ejerció hasta octubre de 1977. Otro cargo importante que asumió fue la presidencia del Consejo Nacional de Universidades del Perú  - CONUP (1971-1977).
Desde sus inicios como profesional compartió sus labores académicas con las de profesional de empresa, trabajando como químico de los Laboratorios de Análisis de la Peruvian Corporation en 1937 a 1942, año en que asume la jefatura de producción en los Laboratorios Maldonado, retirándose luego de más de veinte años de trabajo ininterrumpido, para dedicarse —-a partir de entonces— exclusivamente a San Marcos, universidad que reconoció este esfuerzo otorgándole el título de Profesor Emérito.
Los aportes científicos del doctor Guevara han sido publicadas en las revistas "Farmacia Peruana", "Boletín de la Sociedad Química del Perú" y "Boletín de Informaciones de Química Aplicada".
Entre sus artículos sobresalen "La química inorgánica y la nomenclatura moderna", "El contenido de flúor en las aguas de consumo de la República del Perú", así como "Historia de la Sociedad Química del Perú" y "Restos de cocina dejado por precolombinos que habitaron la costa peruana".
Sus trabajos también fueron plasmados en libros como Química orgánica, preparaciones, identificaciones y valoraciones —curso universitario en colaboración con A. Tapia Freses—, Química orgánica, series cíclicas, también curso universitario con varias ediciones mimeografiadas.
Son conocidas sus intervenciones en seminarios y congresos nacionales e internacionales sobre planes educativos para la enseñanza de la farmacia y la bioquímica en la universidad. Visitó universidades y centros de investigación en América, Europa, Asia y la Unión Soviética.
Su nombre está ligado a las Academias de Farmacia de Madrid, Washington, Brasil, Argentina, Venezuela, Puerto Rico, Chile y es fundador de la Academia Peruana de Farmacia, del mismo modo representó a la Sociedad Química del Perú ante la Federación Latinoamericana de Asociaciones Químicas.
Fue Presidente de la Sociedad Química del Perú, entre los años 1962-1963 y 1980-1983, habiendo organizado en este último año el Congreso Iberoamericano de Química, celebrado en Lima en el mes de octubre. Fue el principal propulsor de la publicación científica peruana más antigua: la Revista de la Sociedad Química del Perú, haciéndose cargo de ella por casi 60 años, desde su cargo como secretario permanente de la sociedad.

## Distinciones
Juan de Dios Guevara ha recibido numerosas distinciones, entre ellas el premio "El fomento de la cultura Daniel Alcides Carrión", las Palmas Magisteriales en el Grado de Oficial y Grado Amauta. También fue condecorado por el Servicio Civil del Estado con el Grado de Gran Oficial y con la Cruz de la Orden de Alfonso X el Sabio, por el gobierno español. Más de seis promociones de la Facultad de Farmacia y Bioquímica de UNMSM llevan su nombre además del auditorio de dicha facultad y el colegio en la provincia de Huarochirí, Lima.

## Obras
- Química orgánica, preparaciones, identificaciones y valoraciones UNMSM, Lima
- Figuras Cumbres de la Física y de la Química, SQP, Lima